# クレベル・コイケ
クレベル・コイケ・エルベスト（Kleber Koike Erbst、1989年10月16日 - ）は、ブラジル出身の男性柔術家、プロ総合格闘家。サンパウロ州サンパウロ出身。ボンサイ柔術所属。第3代・第6代RIZINフェザー級王者。第3代KSWフェザー級王者。

## 来歴
日本人の祖父がブラジルで柔道をやっていた縁から、サンパウロで7歳から柔道を始める。14歳のときに両親とともに出稼ぎのために日本に移住。中学校で在日ブラジル人たちがいじめられている姿を見て学校には行かなくなり、工場の仕事、養鶏場やゴミ回収のアルバイトをして生計を立てていた。日本では「ガイジン」として偏見の目に晒されてきた一方で、ブラジルにいたころは「Japa（日本人）」と呼ばれて日本の血が入っていることを理由に周囲のブラジル人から差別やいじめを受けていた。
日本移住直後は柔術サークルに通っていたが、工場行きの送迎バスの中で、ボンサイ柔術ジャパンを立ち上げたマオリシオ・ダイ・ソウザに偶然出会ったことをきっかけに、ボンサイ柔術に入門。
2008年の秋に、リーマンショックによる不況の影響で両親たちはブラジルへ帰ることとなる。これにより精神的に荒み、ナイトクラブでセキュリティとして働いていた際にはストリートファイトに明け暮れ、数多くのもめ事を起こしていた。これを問題視したマルコス・ヨシオ・ソウザによってボンサイ柔術を破門されそうになるが、ホベルト・サトシ・ソウザが涙を流して「自分が一緒にいるからチャンスをあげてほしい」とヨシオを説得し、道場に留まらせた。ソウザ兄弟らとアパートで共同生活をしながら共にボンサイ柔術で技を磨き上げ、数々の柔術大会で入賞。

### プロデビュー
2008年9月28日にDEEPで総合格闘家としてプロデビューし、和田まさきにリアネイキッドチョークで1回一本勝ち。2009年8月30日にZepp OSAKAで開催された「DEEP OSAKA IMPACT」のメインイベントで前田吉朗と対戦し、1回に金的攻撃で反則負け。
2014年11月9日に国際ブラジリアン柔術連盟主催の「アジアオープン柔術選手権」の茶帯ライト級で優勝し、黒帯を取得。11月24日に「ヒクソン・グレイシー杯国際柔術大会2014」の黒帯ライト級で優勝。
2015年2月21日にポーランドの総合格闘技団体であるKonfrontacja Sztuk Walki（KSW）に初出場し、アンゾル・アジエフに三角絞めで1回一本勝ち。
2015年6月27日、 シンガポールの総合格闘技大会「Rebel FC 3」のフェザー級GPに出場。ワンデイトーナメントの初戦で芦田崇宏に1R三角絞めで一本勝ち、決勝で元WEC世界バンタム級王者のミゲール・トーレスに2Rブラボーチョークで一本勝ちし、Rebel FCフェザー級王者となった。なお、この試合でMMA14連勝、13試合連続フィニッシュ勝利となった。
2015年11月28日にKSWの初代フェザー級王座決定戦でアルトゥル・ソウィンスキと対戦。ダースチョークや腕ひしぎ十字固めを極めかけるなどしたが、判定0-3で敗北。
2016年4月24日にパンクラスで矢地祐介と対戦し、3Rにリアネイキッドチョークで一本勝ち。
2017年5月27日にKSWのフェザー級タイトルマッチで、王者マルチン・ロゼクに挑戦。グラウンドコントロールで試合をリードし判定3-0で勝利。第3代KSWフェザー級王者となった。
2017年12月23日にKSWのフェザー級タイトルマッチでアルトゥル・ソウィンスキと再戦する予定であったが、ホテルに事前に用意されると聞いていたはずのバスタブが無かった事などが影響し、体重超過により計量に失敗。王座を剥奪されたためノンタイトルの5R戦として実施された。試合は3Rにリアネイキッドチョークで一本勝ちし、リベンジに成功した。
2018年12月1日にKSWのフェザー級王座決定戦でKSWライト級王者のマテウス・ガムロットと対戦し、判定0-3で敗北。
2020年8月9日にRIZINが開催したRIZIN.22で勝利した同門のホベルト・サトシ・ソウザに試合後のリングに迎え入れられ、RIZIN出場へのアピールを行った。2020年11月21日に開催されたRIZIN.25では、サトシらとともに柔術デモンストレーションに出場し、護身術や柔術のテクニック披露した。

### RIZIN
2020年12月31日に開催されたRIZIN.26でRIZINに初出場。カイル・アグォンと対戦し、1Rに右のオーバーハンドフックでダウンを奪った後、ダースチョークで一本勝ち。
2021年3月21日、RIZIN.27で摩嶋一整と対戦し、2Rに三角絞めによる一本勝ち。
2021年6月13日、RIZIN.28で朝倉未来と対戦。1Rにパンチを受ける場面はあったものの、2Rに肘打ちで朝倉の顔面を大きく腫らせた後グラウンドに引き込み、三角絞めで一本勝ち。
2021年8月、スポンサーであったTHE DICE TEAM（TDT）の代表が架空投資詐欺の疑いで逮捕され、同社より受け取ったスポンサー料と同額の金額を日本赤十字社静岡支部に寄付した。
2021年10月24日開催のRIZIN.31でのRIZINフェザー級王者・斎藤裕とのタイトルマッチのオファーを大会3ヶ月以上前の時点で受けていたが、怪我や体重が落ちないことなどを理由に辞退していた。後日、辞退したことへの謝罪と、怪我を完治させてRIZINに継続出場したい意向を発表。同年末に開催されたRIZIN.33の大会終了後の会見でRIZIN TRIGGER 2ndへの出場が発表され、「今後、色んな団体からのオファーがあっても、他の団体には行かないです。RIZINでトップになり自分の名前を残していきたい」と話した。
2022年2月23日に開催されたRIZIN TRIGGER 2ndで佐々木憂流迦と対戦。1Rに佐々木の右フックを受けてダウンするも、2Rにリアネイキッドチョークで一本勝ち。
2022年5月5日、RIZIN LANDMARK vol.3にて萩原京平と対戦し、1Rにリアネイキッドチョークで一本勝ち。
2022年10月23日、RIZIN.39のRIZINフェザー級タイトルマッチで王者・牛久絢太郎と対戦。1R序盤にタックルでテイクダウンしてグラウンドで主導権を握ると、2Rに払い腰を仕掛け相手が崩れた際に三角絞めをセットして一本勝ちし、王座獲得。
2022年12月31日、RIZIN.40のRIZIN×BELLATOR全面対抗戦・副将戦でBellator世界フェザー級王者のパトリシオ・ピットブルと対戦し、0-3の判定負け。
2023年6月24日、RIZIN.43で鈴木千裕とRIZINフェザー級タイトルマッチとして対戦する予定であったが、前日計量で規定体重を400g超過し、王座剥奪。勝利した場合はノーコンテスト、鈴木が勝った場合のみ王座獲得、イエローカード（減点20%）が課された条件で試合が行われ、1R2分59秒に腕ひしぎ逆十字固めで一本勝利。規定により、ノーコンテストとなった。
2023年9月24日、RIZIN.44で金原正徳と対戦し、日本人選手からの14年ぶりの黒星となる0-3の判定負け。
2023年12月31日、RIZIN.45で斎藤裕と対戦し、3Rにダースチョークで一本勝ち。
2024年1月、契約更新期間にPFLやUFCからオファーがかかる中で、RIZINと再契約。
2024年6月9日、RIZIN.47でフアン・アーチュレッタと対戦し、1Rにヒールフックで一本勝ち。
2024年12月31日、RIZIN DECADEで行われたRIZINフェザー級タイトルマッチに挑戦者として出場し、同級王者の鈴木千裕と再戦。激しい試合展開ののち、寝技で優位に立ち3-0の判定勝ち。第6代RIZINフェザー級王者となり、2023年6月に失ったベルトを奪還した。
2025年5月4日、RIZIN男祭りでラジャブアリ・シェイドゥラエフと対戦。1Rに右フックを受けてダウンしたところにパウンドを受けてKO負け。キャリア初のKO負けで王座陥落。

## 選手としての特徴
2020年以降、試合中に相手に極技を深くセットした際に、ポルトガル語で「極めるぞ！」を意味する「Vou pegar!（ボペガー）」を叫んでフィニッシュ宣言することが恒例となっている。
2022年末にMMA Fightingで公開されたインタビューで自身の活動方針について以下のように語った。
2024年6月のアーチュレッタ戦後のインタビューでは以下のように語っている。

## 戦績

### プロ総合格闘技
| 総合格闘技 戦績 | 総合格闘技 戦績 | 総合格闘技 戦績 | 総合格闘技 戦績 | 総合格闘技 戦績 | 総合格闘技 戦績 | 総合格闘技 戦績 |
| --------------- | --------------- | --------------- | --------------- | --------------- | --------------- | --------------- |
| 45 試合         | (T)KO           | 一本            | 判定            | その他          | 引き分け        | 無効試合        |
| 34 勝           | 2               | 29              | 3               | 0               | 1               | 1               |
| 9 敗            | 1               | 1               | 6               | 1               | 1               | 1               |

| 勝敗 | 対戦相手                       | 試合結果                             | 大会名                                                               | 開催年月日     |
| ×    | 朝倉未来                       | 5分3R終了 判定1-2                    | 超RIZIN.4 真夏の喧嘩祭り                                             | 2025年7月27日  |
| ×    | ラジャブアリ・シェイドゥラエフ | 1R 1:02 KO（右フック→パウンド）      | RIZIN男祭り 【RIZINフェザー級タイトルマッチ】                        | 2025年5月4日   |
| ○    | 鈴木千裕                       | 5分3R終了 判定3-0                    | RIZIN.49 【RIZINフェザー級タイトルマッチ】                           | 2024年12月31日 |
| ○    | フアン・アーチュレッタ         | 1R 2:25 ヒールフック                 | RIZIN.47                                                             | 2024年6月9日   |
| ○    | 斎藤裕                         | 3R 1:22 ダースチョーク               | RIZIN.45                                                             | 2023年12月31日 |
| ×    | 金原正徳                       | 5分3R終了 判定0-3                    | RIZIN.44                                                             | 2023年9月24日  |
| －   | 鈴木千裕                       | ノーコンテスト（クレベルの体重超過） | RIZIN.43 【RIZINフェザー級タイトルマッチ】                           | 2023年6月24日  |
| ×    | パトリシオ・ピットブル         | 5分3R終了 判定0-3                    | RIZIN.40 【RIZIN×BELLATOR全面対抗戦 副将戦】                         | 2022年12月31日 |
| ○    | 牛久絢太郎                     | 2R 1:29 三角絞め                     | RIZIN.39 【RIZINフェザー級タイトルマッチ】                           | 2022年10月23日 |
| ○    | 萩原京平                       | 1R 1:37 リアネイキッドチョーク       | RIZIN LANDMARK vol.3                                                 | 2022年5月5日   |
| ○    | 佐々木憂流迦                   | 2R 3:22 リアネイキッドチョーク       | RIZIN TRIGGER 2nd                                                    | 2022年2月23日  |
| ○    | 朝倉未来                       | 2R 1:51 三角絞め                     | RIZIN.28                                                             | 2021年6月13日  |
| ○    | 摩嶋一整                       | 2R 3:02 三角絞め                     | RIZIN.27                                                             | 2021年3月21日  |
| ○    | カイル・アグォン               | 1R 4:22 ダースチョーク               | RIZIN.26                                                             | 2020年12月31日 |
| ○    | 西浦"ウィッキー"聡生           | 1R 2:25 ダースチョーク               | ONE Japan Series: Road to Century                                    | 2019年9月1日   |
| ×    | マテウス・ガムロット           | 5分5R終了 判定0-3                    | KSW 46:Narkun vs. Khalidov 2 【KSWフェザー級王座決定戦】             | 2018年12月1日  |
| ○    | マリアン・ジュコフスキ         | 1R 3:44 腕ひしぎ十字固め             | KSW 44:The Game                                                      | 2018年6月9日   |
| ○    | アルトゥル・ソウィンスキ       | 3R 3:56 リアネイキッドチョーク       | KSW 41:Mankowski vs. Soldic                                          | 2017年12月23日 |
| ○    | マルチン・ロゼク               | 5分3R終了 判定3-0                    | KSW 39: Colosseum 【KSWフェザー級タイトルマッチ】                    | 2017年5月27日  |
| ○    | レシェク・クラコウスキ         | 1R 4:24 三角絞め                     | KSW 36:Materla vs. Palhares                                          | 2016年10月1日  |
| ○    | ジョージ・ヒックマン           | 3R 4:35 三角絞め                     | Rebel FC 4:Battle Royale Ascension                                   | 2016年6月25日  |
| ○    | 矢地祐介                       | 3R 0:37 リアネイキッドチョーク       | PANCRASE 277                                                         | 2016年4月24日  |
| ×    | アルトゥル・ソウィンスキ       | 5分3R終了 判定0-3                    | KSW 33: Materla vs. Khalidov 【KSWフェザー級王座決定戦】             | 2015年11月28日 |
| ○    | ミゲール・トーレス             | 2R 4:40 ダースチョーク               | Rebel FC 3:The Promised Ones 【Rebel FCフェザー級グランプリ 決勝戦】 | 2015年6月27日  |
| ○    | 芦田崇宏                       | 1R 3:06 三角絞め                     | Rebel FC 3:The Promised Ones 【Rebel FCフェザー級グランプリ 1回戦】  | 2015年6月27日  |
| ○    | アンゾル・アジエフ             | 1R 3:16 三角絞め                     | KSW 30: Genesis                                                      | 2015年2月21日  |
| ○    | 別府セブン                     | 3R 1:29 三角絞め                     | DEEP HAMAMATSU IMPACT                                                | 2014年9月14日  |
| ○    | 門脇英基                       | 1R 4:21 リアネイキッドチョーク       | DEEP CAGE IMPACT 2013                                                | 2013年11月24日 |
| ○    | 植田豊                         | 2R 2:18 TKO（グラウンドパンチ）      | DEEP CAGE IMPACT 2013 IN HAMAMATSU                                   | 2013年9月15日  |
| ○    | リウ・シコン                   | 1R 2:19 三角絞め                     | REAL FIGHT MMA CHAMPIONSHIP 2                                        | 2013年5月11日  |
| ○    | アルバート・チェン             | 1R 4:00 腕ひしぎ三角固め             | REAL FIGHT MMA CHAMPIONSHIP 1                                        | 2012年12月1日  |
| ○    | 堀鉄平                         | 1R 2:40 三角絞め                     | RINGS vol.2                                                          | 2012年9月23日  |
| ○    | 上田厚志                       | 3R 3:07 腕ひしぎ十字固め             | ZST BATTLE HAZARD 6                                                  | 2012年7月16日  |
| ○    | 堂垣善史                       | 1R 4:06 腕ひしぎ十字固め             | HEAT 23                                                              | 2012年6月23日  |
| ○    | 小池秀信                       | 1R 2:16 三角絞め                     | DEEP CAGE IMPACT 2011 IN HAMAMATSU                                   | 2011年9月18日  |
| ○    | 田中慎一郎                     | 1R 3:18 三角絞め                     | DEEP SHIZUOKA IMPACT                                                 | 2011年2月6日   |
| ○    | 星子祐介                       | 5分3R終了 判定3-0                    | HEAT 16                                                              | 2010年11月6日  |
| △    | 梶田高裕                       | 5分2R終了 判定0-0                    | DEEP CAGE IMPACT 2010 IN HAMAMATSU                                   | 2010年9月19日  |
| ×    | 北田俊亮                       | 2R 0:59 腕ひしぎ十字固め             | DEEP 44 IMPACT                                                       | 2009年10月10日 |
| ○    | 藤井嵩士                       | 1R 2:40 KO（ハイキック）             | DEEP HAMAMATSU IMPACT                                                | 2009年9月27日  |
| ×    | 前田吉朗                       | 1R 4:00 反則負け（ローブロー）       | DEEP OSAKA IMPACT                                                    | 2009年8月30日  |
| ×    | ISE                            | 5分3R終了 判定0-3                    | DEEP 42 IMPACT                                                       | 2009年6月5日   |
| ○    | 勝木康友                       | 1R 3:28 リアネイキッドチョーク       | Heat – New Age Cup 1【決勝戦】                                       | 2009年2月8日   |
| ○    | 桜木敬三                       | 2R 2:39 リアネイキッドチョーク       | Heat – New Age Cup 1【1回戦】                                        | 2009年2月8日   |
| ○    | 和田まさき                     | 1R 1:11 リアネイキッドチョーク       | Club DEEP 浜松                                                       | 2008年8月28日  |

### シュートボクシング
| キックボクシング 戦績 | キックボクシング 戦績 | キックボクシング 戦績 | キックボクシング 戦績 | キックボクシング 戦績 | キックボクシング 戦績 | キックボクシング 戦績 |
| --------------------- | --------------------- | --------------------- | --------------------- | --------------------- | --------------------- | --------------------- |
| 2 試合                | (T)KO                 | 判定                  | その他                | 引き分け              | 無効試合              |                       |
| 1 勝                  | 1                     | 0                     | 0                     | 0                     | 0                     |                       |
| 1 敗                  | 0                     | 1                     | 0                     | 0                     | 0                     |                       |

| 勝敗 | 対戦相手       | 試合結果                          | 大会名                                      | 開催年月日    |
| ×    | マツシマタヨリ | 3R終了 判定0-3                    | SHOOT BOXING 2017 act.4                     | 2017年9月16日 |
| ○    | 喜入衆         | 2R 2:20 TKO（投げによる戦闘不能） | SHOOT BOXING2015～SB30th Anniversary～act.2 | 2015年4月18日 |

### グラップリング
| 勝敗 | 対戦相手     | 試合結果                      | 大会名                                                                                           | 開催年月日    |
| ×    | 佐々木憂流迦 | ポイント0-0 アドバンテージ0-3 | DEEP X リアルキング＆DEEP X アマチュア トーナメント 【リアルキングトーナメント ライト級 準決勝】 | 2011年1月16日 |

## 獲得タイトル

### ブラジリアン柔術
- 全日本柔術選手権 紫帯 階級別・無差別級優勝（2010年）
- アジアオープン 紫帯 階級別優勝（2010年）
- ヒクソン・グレイシー杯国際柔術選手権 紫帯 階級別・無差別級優勝（2010年、2011年）
- ヨーロッパ柔術選手権 紫帯ライト級 優勝（2012年）
- 世界柔術選手権 紫帯ライト級 3位（2012年）
- アジアオープン 茶帯ライト級 優勝/無差別級準優勝（2012年）
- 全日本柔術選手権 茶帯ライト級 優勝・無差別級準優勝（2012年）
- ワールド・プロフェッショナル柔術世界選手権 茶帯-76kg級 準優勝
- アジアオープン 茶帯ライト級優勝・無差別級準優勝（2014年）
- ヒクソン・グレイシー杯国際柔術選手権 黒帯ライト級 優勝（2014年）
- アジア柔術選手権 アダルト黒帯ライト級3位（2017年）
- 全日本マスター柔術選手権 黒帯ライト級優勝・無差別級優勝（2019年）
- アジア柔術選手権 アダルト黒帯ライト級準優勝・無差別3位（2019年）

### 総合格闘技
- Rebel FCフェザー級グランプリ優勝（2015年）
- 第3代KSWフェザー級王座（2017年）
- 第3代RIZINフェザー級王座（2022年）
- 第6代RIZINフェザー級王座（2024年）

## 入場曲
- 「Já Posso Suportar (Ao Vivo)」（Pregador Luo）

### 試合映像
1. ↑  『【試合映像】カイル・アグォン vs. クレベル・コイケ / Kyle Aguon vs. Kleber Koike - RIZIN.26』2020、RIZIN公式YouTubeチャンネル エラー: 日付が正しく記入されていません。。
2. ↑  『【試合映像】クレベル・コイケ vs. 摩嶋一整 / Kleber Koike vs. Kazumasa Majima - RIZIN.27』RIZIN公式YouTubeチャンネル、2021年。
3. ↑  【試合映像】朝倉未来 vs. クレベル・コイケ / Mikuru Asakura vs. Kleber Koike - RIZIN.28. RIZIN公式YouTubeチャンネル. 2021.
4. ↑  『【試合映像】クレベル・コイケ vs. 佐々木憂流迦 / Kleber Koike vs. Ulka Sasaki - RIZIN TRIGGER 2nd』RIZIN公式YouTubeチャンネル、2022年。
5. ↑  『【試合映像】クレベル・コイケ vs. 萩原京平 / Kleber Koike vs. Kyohei Hagiwara - RIZIN LANDMARK vol.3』RIZIN公式YouTubeチャンネル、2022年。
6. ↑  『【試合映像】牛久絢太郎 vs. クレベル・コイケ / Juntaro Ushiku vs. Kleber Koike - RIZIN.39』RIZIN公式YouTubeチャンネル、2023年。
7. ↑  『【試合映像】クレベル・コイケ vs. パトリシオ・ピットブル / Kleber Koike vs. Patricio Pitbull - RIZIN.40』RIZIN公式YouTubeチャンネル、2022年。
8. ↑  『【試合映像】クレベル・コイケ vs. 鈴木千裕 / Kleber Koike vs. Chihiro Suzuki - RIZIN.43』RIZIN公式YouTubeチャンネル、2023年。
9. ↑  『【試合映像】クレベル・コイケ vs. 金原正徳 / Kleber Koike vs. Masanori Kanehara - RIZIN.44』RIZIN公式YouTubeチャンネル、2023年。
10. ↑  『【試合映像】クレベル・コイケ vs. フアン・アーチュレッタ / Kleber Koike vs. Juan Archuleta - RIZIN.47』RIZIN公式YouTubeチャンネル、2024年。

### 補足映像
1. ↑  『【番組】RIZIN CONFESSIONS #62（※番組内で試合映像＆クレベル・コイケとカイル・アグォンによる試合振り返りドキュメンタリー番組）』RIZIN公式YouTubeチャンネル、2020年。
2. ↑  『【番組】RIZIN CONFESSIONS #69（※番組内で試合映像＆クレベル・コイケと摩島一整による試合振り返りドキュメンタリー番組）』RIZIN公式YouTubeチャンネル、2021年。
3. ↑  『【番組】RIZIN CONFESSIONS #74（※番組内で試合映像＆朝倉未来とクレベル・コイケによる試合振り返りドキュメンタリー番組）』RIZIN公式YouTubeチャンネル、2021年。
4. ↑  『【番組】RIZIN CONFESSIONS #92（※番組内で試合映像＆クレベル・コイケと佐々木憂流迦による試合振り返りドキュメンタリー番組）』RIZIN公式YouTubeチャンネル、2022年。
5. ↑  『【番組】RIZIN CONFESSIONS #100（※番組内で試合映像＆萩原恭平とクレベル・コイケによる試合振り返りドキュメンタリー番組）』RIZIN公式YouTubeチャンネル、2022年。
6. ↑  『【番組】RIZIN CONFESSIONS #109（※番組内で試合映像＆牛久絢太郎とクレベル・コイケによる試合振り返りドキュメンタリー番組）』RIZIN公式YouTubeチャンネル、2023年。
7. ↑  『【番組】RIZIN CONFESSIONS #133（※番組内で試合映像＆クレベル・コイケとパトリッキー・ピットブルによる試合振り返りドキュメンタリー番組）』RIZIN公式YouTubeチャンネル、2022年。
8. ↑  『【番組】RIZIN CONFESSIONS #127（※番組内で試合映像＆クレベル・コイケと鈴木千裕による試合振り返りドキュメンタリー番組）』RIZIN公式YouTubeチャンネル、2023年。
9. ↑  『【番組】RIZIN CONFESSIONS #133（※番組内で試合映像＆クレベル・コイケと金原正徳による試合振り返りドキュメンタリー番組）』RIZIN公式YouTubeチャンネル、2023年。
10. ↑  『【番組】RIZIN CONFESSIONS #142（※番組内で試合映像＆クレベル・コイケと斎藤裕による試合振り返りドキュメンタリー番組）』RIZIN公式YouTubeチャンネル、2023年。
11. ↑  『【番組】RIZIN CONFESSIONS #152（※番組内で試合映像＆クレベル・コイケとフアン・アーチュレッタによる試合振り返りドキュメンタリー番組）』RIZIN公式YouTubeチャンネル、2024年。

### 映像資料
1. ↑  『榊󠄀原信行CEO 総括 試合後インタビュー / Yogibo presents RIZIN.33』RIZIN公式YouTubeチャンネル、2021年。